# Universität zu Köln
Universität zu Köln er et universitet i Köln, Tyskland. Det blev etableret i 1388 og er dermed et af de ældste universiteter i Europa. Med sine 44.228 studerende (2006/2007) er det samtidig Tysklands tredjestørste, kun overgået af Fernuniversität in Hagen og Ludwig-Maximilians-Universität München.
Det første universitet i byen blev grundlagt af pave Urban 6. i år 1388 som det fjerde universitet i det tysk-romerske rige. Dette universitet blev nedlagt i 1798, hvorefter et nyt først blev grundlagt i 1919. Universitetet er beliggende i bydelen Sülz.
I dag drives universitetet af delstaten Nordrhein-Westfalen. Det udbyder over 200 studier fordelt på seks fakulteter:
- Økonomi/samfundsvidenskab
- Jura
- Medicin
- Filosofi
- Humaniora
- Naturvidenskab